# Élection présidentielle
Pour des articles plus généraux, voir Élection et Président de la République.

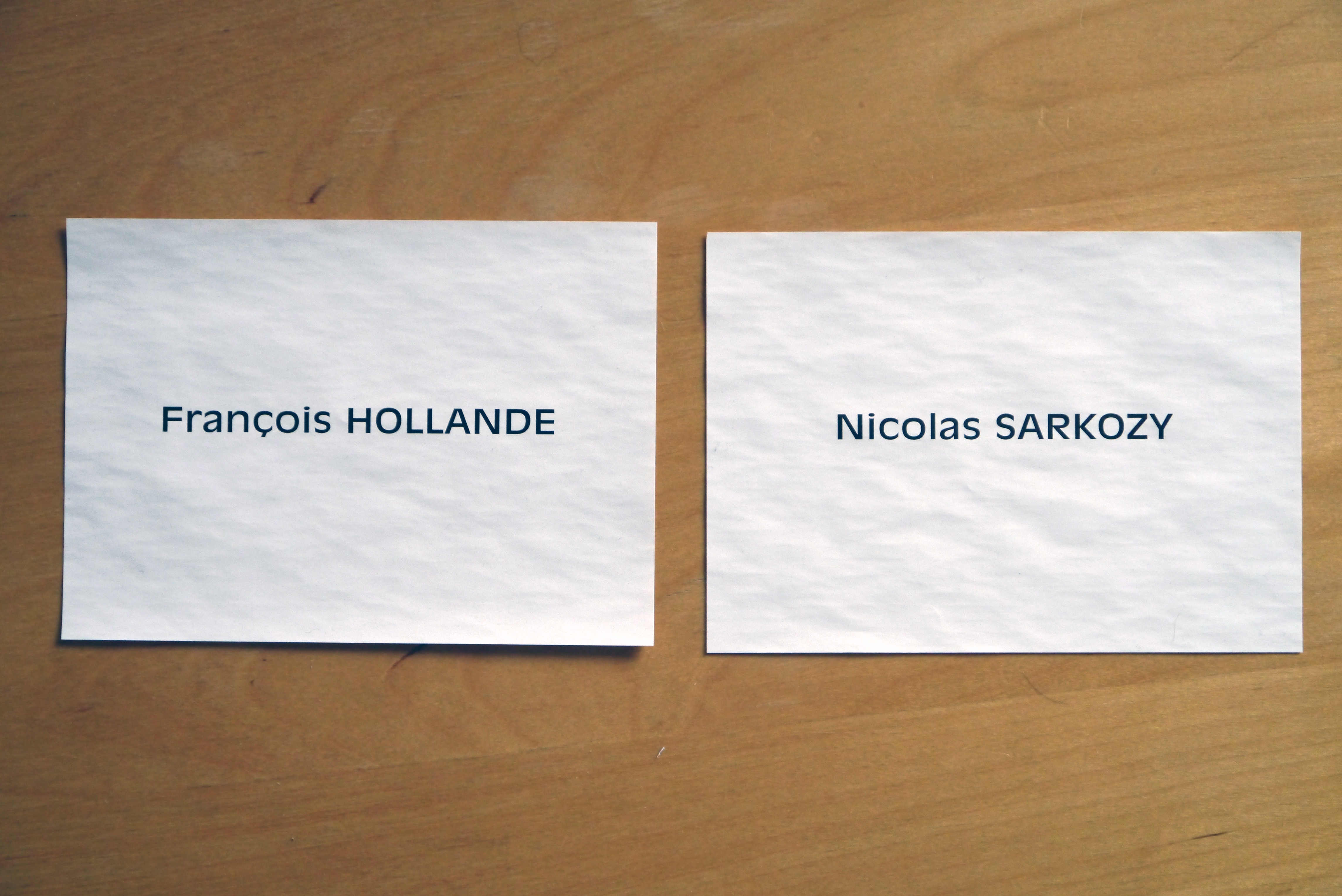
Bulletins de vote du deuxième tour de l'élection présidentielle française de 2012.

Dans la plupart des républiques, une élection présidentielle est organisée à périodicité définie. Elle consiste à désigner le président de la République, celui qui occupera la fonction de chef d'État pour cette période donnée.

## Durées du mandat
La durée du mandat varie d'un pays à l'autre : 
- un an en Suisse (par tournus respectant en principe l'ordre d'ancienneté en tant que conseiller fédéral) ;
- quatre ans, par exemple aux États-Unis et au Brésil
- cinq ans, par exemple en France (depuis 2002), en Allemagne ou au Portugal
- Six ans, par exemple au Mexique ou en Russie
- sept ans, par exemple en Italie et en Irlande

## Nombre et orthographe
Les médias emploient souvent l'expression « les élections présidentielles » plutôt que « l'élection présidentielle », bien qu'il n'y ait qu’un siège à pourvoir. En effet, même si l'élection se déroule sur deux tours, le bon usage veut qu'on emploie le singulier, n'utilisant le pluriel que si l'on veut désigner plusieurs élections présidentielles (exemple : « les élections présidentielles de 1995, de 2002 et de 2007 »).
En revanche, les termes « élections législatives », « élections municipales », etc. seront toujours au pluriel car il y a autant d'élections que de circonscriptions concernées ou qu'il y a plusieurs sièges à pourvoir par circonscription.

## Selon les pays

### Afrique
- Afrique du Sud : le président de la république d’Afrique du Sud est élu pour un mandat de cinq ans, renouvelable une fois, par l’Assemblée nationale, elle-même élue au suffrage universel direct.
- Algérie : le président de la République algérienne démocratique et populaire est élu pour cinq ans au suffrage universel direct, renouvelable. Voir l’article détaillé « Élections en Algérie ».
- Tanzanie : le président de la république unie de Tanzanie est élu au suffrage universel direct pour un mandat de cinq ans, renouvelable une fois.
- République démocratique du Congo : le président de la république démocratique du Congo est élu au suffrage universel direct pour un mandat de cinq ans, renouvelable une fois.

### Amérique
- Chili : le président de la république du Chili est élu au suffrage universel pour un mandat de quatre ans, non renouvelable immédiatement.
- États-Unis le président des États-Unis d'Amérique est élu par le Collège électoral pour un mandat de 4 ans, renouvelable une fois. Voir l’article détaillé « Élection présidentielle américaine ».
- Mexique : le président des États-Unis mexicains est élu au suffrage universel pour un mandat de 6 ans non renouvelable.
- Venezuela : le président de la république bolivarienne du Venezuela est élu pour un mandat de 6 ans renouvelable.

### Asie
- Chine : le président de la république populaire de Chine est élu pour un mandat de cinq ans, renouvelable indéfiniment, par l’Assemblée nationale populaire à la nomination du præsidium du Comité permanent de l'Assemblée nationale populaire.
- Indonésie : le président de la république d'Indonésie est élu au suffrage universel direct pour un mandat de cinq ans, renouvelable une fois de suite.
- Iran : le président de la république islamique d'Iran est élu par suffrage universel pour un mandat de quatre ans, renouvelable une fois. Il seconde le Guide de la Révolution qui détient le pouvoir absolu au gouvernement.
- Israël : le président de l'État d'Israël est élu par le Knesset pour un mandat de sept ans non renouvelable. Le rôle du président est principalement cérémonial et l’État est dirigé par le premier ministre.
- Kirghizistan : le président de la République kirghize est élu au suffrage universel pour un mandat de cinq ans renouvelable renouvelable une fois.
- Palestine : le président de l'État de Palestine est la plus haute position politique de l’État de Palestine, élu pour un mandat de 4 ans.
- Philippines : le président des Philippines est élu au suffrage universel direct pour un mandat de 6 ans non renouvelable.
- Russie : le président de la fédération de Russie est élu pour un mandat de 6 ans, renouvelable une fois de suite.
- Taïwan : le président de la république de Chine est élu au suffrage universel direct pour un mandat de 4 ans renouvelable une fois de suite.

### Europe
- Albanie : le président de la république d'Albanie est élu pour cinq ans par l’Assemblée d'Albanie, elle-même élue au suffrage universel direct.
- France : le président de la République française est élu pour cinq ans renouvelable une fois au suffrage universel direct à scrutin uninominal majoritaire en deux tours. Voir l'article détaillé « Élection présidentielle en France ».
- Irlande : le président d'Irlande est élu pour un mandat de sept ans, renouvelable une fois, au suffrage universel direct à vote alternatif. Voir l’article détaillé « Élection présidentielle en Irlande ».
- Italie : le président de la République italienne est élu pour un mandat de sept ans théoriquement renouvelable par les membres du Parlement et un nombre plus restreint de représentants des régions. Voir l'article détaillé « Élection présidentielle en Italie ».
- Moldavie : le président de la République de Moldavie est élu au suffrage universel direct pour un mandat de quatre ans, renouvelable une fois.
- Pologne : le président de la république de Pologne est élu au suffrage universel direct pour un mandat de cinq ans, renouvelable une fois.
- République tchèque : le président de la République tchèque est élu au suffrage universel direct pour un mandat de 5 ans, renouvelable une fois de suite.
- Suisse : le président de la Confédération suisse est élu par l’Assemblée fédérale parmi les sept membres du Conseil fédéral. La coutume implique que le président élu soit celui ayant le plus d’ancienneté. Il est élu pour un mandat d’un an, non renouvelable immédiatement. Primus inter pares, il n’a pas d’autorité sur les six autres conseillers fédéraux qui sont ses égaux.
- Ukraine : le président d'Ukraine est élu au suffrage universel direct pour un mandat de 5 ans renouvelable une fois.